# Oreocnide rhodopleura
Oreocnide rhodopleura är en nässelväxtart som först beskrevs av Alexander Zippelius och Carl Ludwig von Blume, och fick sitt nu gällande namn av Friedrich Anton Wilhelm Miquel. Oreocnide rhodopleura ingår i släktet Oreocnide och familjen nässelväxter. Inga underarter finns listade i Catalogue of Life.